# Brasted
Brasted (engelskt uttal: [ˈbreɪstɛd]) är en ort och civil parish i grevskapet Kent i sydöstra England. Orten ligger i distriktet Sevenoaks, cirka 6 kilometer väster om Sevenoaks och cirka 3 kilometer öster om Westerham. Tätorten (built-up area) hade 915 invånare vid folkräkningen år 2021.
I civil parishen ligger även orten Brasted Chart.